# Mohammed al-Maghout
Mohammed Al-Maghout (arabe : محمد الماغوط) poète, dramaturge, écrivain et scénariste syrien. Né en 1934 à As-Salamiya, il est mort le 3 avril 2006 à Damas. Pionnier de la poésie arabe contemporaine, il a renouvelé les formes traditionnelles dans des textes où se mêlent violence, désespoir et ironie. Sa vie fut marquée par la prison en Syrie et l'exil au Liban, prix payé pour sa farouche indépendance.

## Biographie
Mohammed Al-Maghout est né en 1934 dans une famille d'agriculteurs ismaéliens d'As-Salamiya, dans le gouvernorat de Hama en Syrie. Il entreprend des études d'agronomie à Damas, mais y renonce rapidement, se sentant peu d'intérêt pour la matière. En 1955, il est emprisonné pour son appartenance au parti nationaliste syrien, alors interdit. Il fait la connaissance du poète Adonis en prison et se lance dans l'écriture ; cette expérience de la prison et de la torture aura d'ailleurs une influence capitale sur sa vie et son œuvre.
À la fin des années cinquante, exilé au Liban, il participe au renouveau poétique au sein de la revue Shi'r (Poésie). Il se marie avec la poétesse Sania Saleh, décédée en 1984, dont il aura deux filles : Cham et Salafé. Mohammed Al-Maghout ne s'est pas cantonné à l'écriture de poésie, mais reste également très célèbre comme écrivain de scénarios (films et séries), dramaturge et essayiste polémique. Malgré son refus de toute soumission, Mohammed Al-Maghout a pu poursuivre sa vie d'écrivain en Syrie, où il s'est même vu décerner des honneurs nationaux en 2002.
Il est décédé le 3 avril 2006 et est enterré dans sa ville natale.

## Poésie
Mohammed Al-Maghout est considéré par ses pairs comme un des précurseurs du vers libre en langue arabe. Ses premiers poèmes furent publiés dans la revue Shi'r  à la fin des années cinquante. Sa poésie exprime dans une langue simple la contradiction entre les espoirs des gens simples et les promesses non tenues du nationalisme arabe ; elle exprime également le refus catégorique de toute soumission à l'ordre social, politique ou religieux.
Malgré la déception, le pessimisme, l'humour noir et l'ironie palpables dans chacun de ses vers, Mohammed Al-Maghout ne sombre jamais dans le cynisme tant — au contraire — semble sourdre de sa poésie un humanisme diffus, comme si malgré les nombreux travers qui le caractérisent, il conservait à l'être humain une profonde affection.
Al-Maghout possède un sens aigu de la sentence qui frappe l'esprit et des mots féroces qui tombent juste. Au niveau du style, il se caractérise par la clarté de son langage parfois très proche de la prose, l'abandon de la rime et de la métrique, ainsi que par la répétition de structures simples dans ses vers.
Mohammad Al-Maghout a publié les recueils de poésie suivants, en langue arabe :
- 1959: Tristesse au clair de lune (Houzn fi douwi l-qamar)
- 1964: Une chambre aux millions de murs (Ghourfa bi malayiini l-joudran)
- 1970: La joie n'est pas mon métier (Al-farahou laysa mihnati) ; traduction en français : Mohammed al-Maghout, La joie n'est pas mon métier, trad. Abdellatif Laâbi, Éditions de la Différence, 1992, rééd. 2013
- 2001: Le Bourreau des fleurs (Sayyafou z-zouhour)
- 2004: Est d'Eden, Ouest de Dieu (Sharqou adan, gharbou Llah)
- 2006: Le Bédouin rouge (Al-badawi l-ahmar)

## Extrait
Extrait traduit de Mort et agonie de Sania Saleh, in « Le Bourreau des fleurs », Beyrouth, 2001.)
« Trente ans,
Et tu me portes sur ton dos comme le soldat blessé
Et moi je ne peux
Te porter quelques pas vers ta tombe,
Que je visite avec lourdeur
Dont je reviens avec lourdeur
Car je ne fus de toute ma vie
Fidèle ou attentif
À l'amour,  ou l'honneur, ou l'héroïsme,
Je n'aime ni ville, ni campagne,
Ni lune ni arbre, ni riche ni pauvre,
Ni ami ni voisin, ni café,
Ni montagne ni plaine, ni enfant, ni papillon.
Dès lors, ma répugnance pour le terrorisme
Ne me laisse aucune chance,
Pas même celle d'aimer Dieu. »

## Cinéma
- Les Frontières (Al-houdoud)
- Le Rapport (At-taqrir)

## Télévision
- Les Histoires de la nuit (Hakayat al-lil)
- Où est la faute (Win al-ghalat)
- La Vallée du musc (Wadi l-misk)

## Théâtre
- L'Oiseau bossu (Al-'ousfour al-ahdab)
- Le Clown (Al-mouharij)
- Le Village de Tashrin (Dayat tishreen)
- Exil (Ghourba)
- À ta santé, ô patrie (Ka'sak ya watan)
- Anémones (Shaqa'iq an-nou'maan)
- Hors du troupeau (Kharij as-sarib)

## Roman
- 2007 : La Balançoire (Al-arjouha)

## Recueil d'articles
- 1987 : Je trahirai ma patrie (Sa akhounou watani)